# 加藤礼子

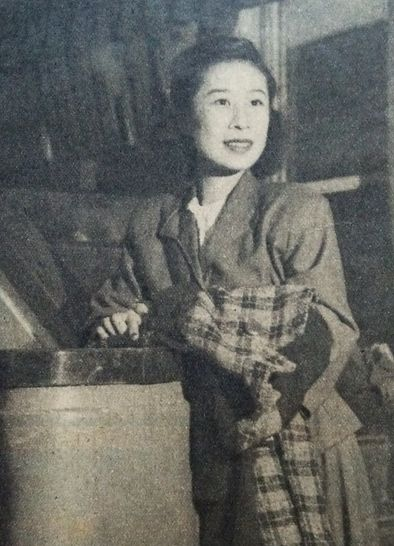
1949年

加藤 礼子（かとう れいこ、1925年 - ）は、日本の元フィギュアスケート選手。日本フィギュアスケーティングインストラクター協会名誉会員。大東文化大学名誉教授。早稲田大学文学部卒業。大阪府出身。

## 経歴
大阪府出身。早稲田大学文学部卒業。
1948年の第16回全日本選手権で丹羽芳子、生田艶子に続き3位に入った。1951年の第19回全日本選手権で4位となり、このシーズンで引退し、プロフィギュアスケータとなった。1953年11月には、現在も欧米を中心に人気を博しているプロフィギュアスケートショー「ホリデー・オン・アイス」に入団し、東洋人としてはじめてプリンシパルとして参加した。
1954年1月からはアイスショーの欧米巡業に参加し、1955年1月に帰国。プロモーションは、日活が行っていた。

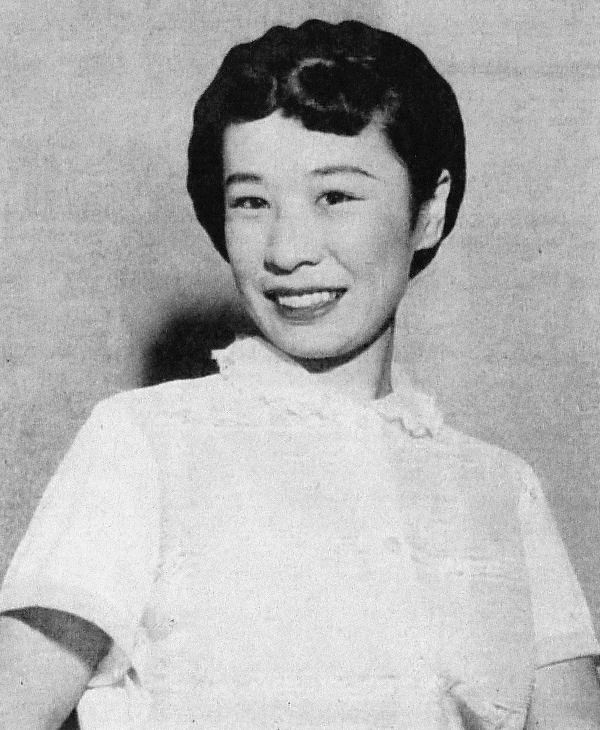
『毎日グラフ』1956年3月18日号

その後、フィギュアスケート・コーチとして、アイスダンス全日本チャンピオン&世界選手権代表となった田村正人、赤広真弓など数多くの後進の育成に努めた。
また大東文化大学文学部教育学科教授（幼児教育および表現論）として教鞭をとり、体育で社交ダンスを教授。以後顧問とし舞踏研究会を創部。現在は大東文化大学競技ダンス部、名誉顧問。日本フィギュアスケーティングインストラクター協会名誉会員。

## 論文
- 加藤 禮子、1975、「フリー・スケーティングのプログラム構成に関する研究その四 : 「ショート・プログラムについての一考察」」、『日本体育学会大会号』26号（1975-08-20）、社団法人日本体育学会、NAID 110001912757 pp. 83